# Schulzeviella
Schulzeviella is een geslacht van sponsdieren uit de klasse van de Hexactinellida.

## Soort
- Schulzeviella gigas (Schulze, 1886)